# Djebel Tingar
Djebel Tingar era un lloc on s'explotaven unes pedreres de granodiorita a l'antic Egipte, just enfront d'Aswan, a l'altre costat del riu. Amenofis II hi va fer construccions. Es creu que fou l'origen de la pedra emprada per crear l'estela de la pedra de Rosetta. En època cristiana s'hi va construir el monestir de Sant Simeó.